# Михайлівська вулиця (Херсон)
Вулиця Михайлівська — вулиця в Херсоні, розташована в Центральному та Корабельному районах, з'єднує провулок Сестер Гозадінових із Кошовим узвозом.
У східній частині майбутньої вулиці в кінці XVIII ст. стихійно виникли «обивательські будівлі різного призначення». Формування цієї частини вулиці завершилося у першій половині XIX ст. Розташовувалася вона між нинішніми просп. Незалежності та вул. Ратушною та отримала назву «Михайлівської».
У той самий час її західна частина мала забудову лише з півночі і називалася «Насипна» (оскільки знаходилася на засипаному прибережному болоті); остаточно сформувалася у другій половині XIX ст.
У 1927 році Михайлівську вулицю перейменували в «Інтернаціональну», а в 30-і роки вона об'єдналася з вулицею Насипною. Після Другої світової війни в результаті перепланування вона починається від провулку Д. Любарської.
Історичну назву на честь Архангела Михаїла повернуто в 2016 році.

## Опис

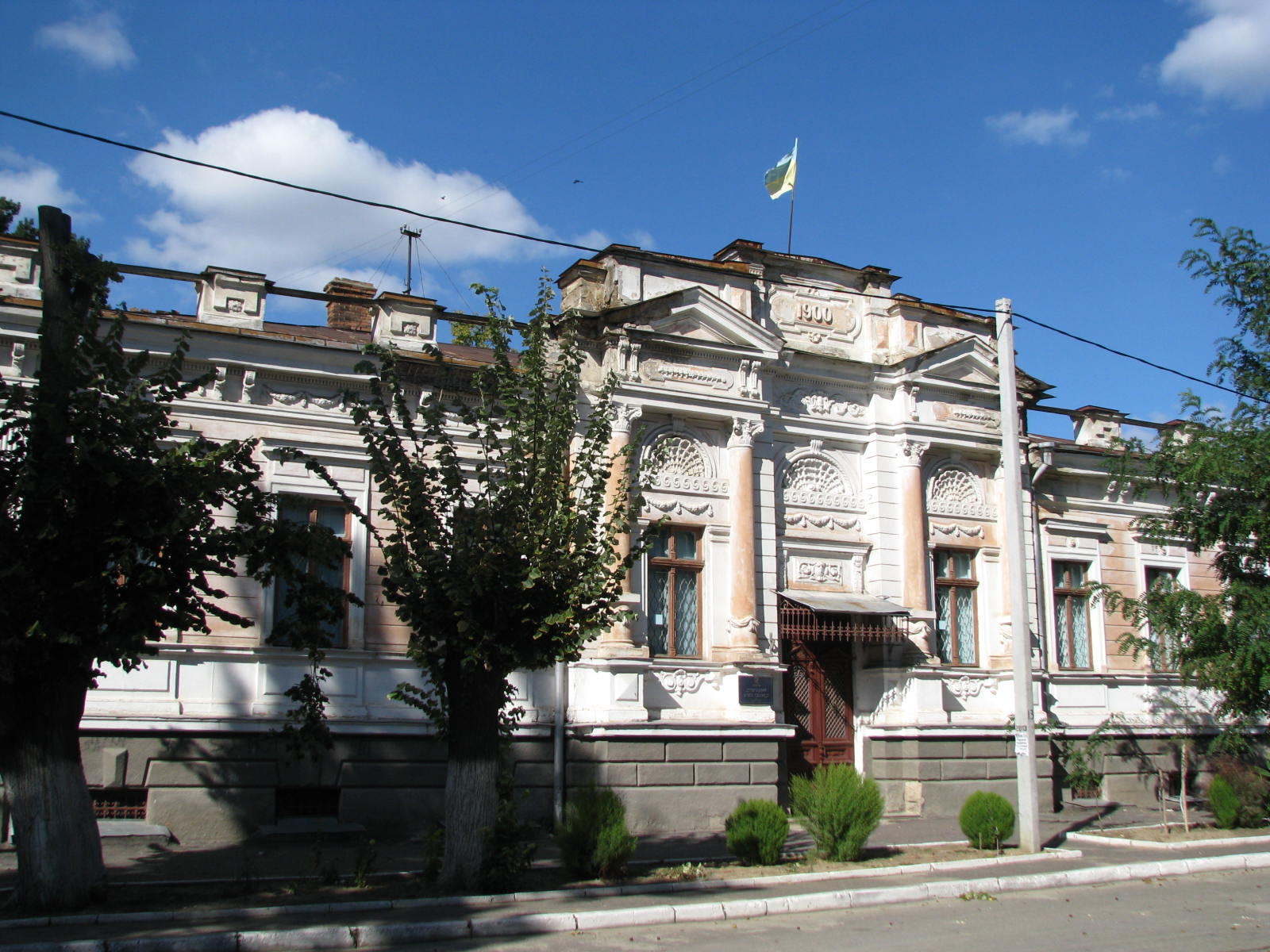
Будинок купця Медведєва

Для вулиці Михайлівської характерне поєднання одноповерхових і багатоповерхових будівель. Одноповерховий особняк (буд. № 6), побудований у 1900 р., є пам'яткою архітектури. Зведений в стилі еклектизму із застосуванням елементів класицизму і бароко. З 1957 року тут знаходиться облдержархів, де зберігаються документи про історію Херсонщини та деяких інших областей півдня України за період з XVIII ст. до кінця ХХ ст.
Консервний дослідний завод ім. 8 Березня (буд. № 7) став до ладу діючих у 1929 році. Він експериментальний: те, що вперше розробляється тут, згодом впроваджується на Херсонському консервному комбінаті. Зараз завод ім. 8 Березня майже повністю перейшов на випуск консервів для дітей і дає на рік 25 млн умовних банок продукції.
Вулиця Михайлівська розташована поблизу Дніпра. Мабуть, тому тут знаходяться такі установи, як відділ кадрів морпорту (буд. № 41), херсонське морське агентство «Інфлот» (буд. № 1), санепідстанція порту Херсон. На цій вулиці шість гуртожитків, серед них 9-поверхові гуртожитки морського і річкового портів, заводу ім. Комінтерну.
Своєрідність вулиці надають ділянки старої одноповерхової забудови, яка вдало використовується. Так, територія школи-інтернату для глухих дітей (буд. № 77), що нагадує казкове містечко, оточена доглянутим садом; схожий на нього дитячий садок «Сонечко» заводу ім. Комінтерну (буд. № 81).